# Gyula Pados
Gyula Pados (nascut el 2 d'abril de 1969) és un director de fotografia hongarès. És conegut sobretot per les seves col·laboracions amb el director Wes Ball a les pel·lícules Maze Runner: The Scorch Trials, Maze Runner: The Death Cure, i Kingdom of the Planet of the Apes.

## Vida i carrera
Pados va néixer a Budapest, Hongria. El 1990 va assistir a l'Acadèmia de Drama i Cinema de Budapest com a director de fotografia. Va treballar com a assistent de càmera del guanyador de l'Academy Award, Vilmos Zsigmond. Com a estudiant universitari, ell i els seus amics van fundar una empresa, que encara és el tercer estudi de cinema comercial hongarès. El seu treball de diplomatura va ser cinematografia i direcció Hajnal, pel qual va ser guardonat amb diversos premis. Després va fotografiar The dance.Més tard va fer Angyal utca amb un equip totalment hongarès. A Anglaterra, va rodar el curtmetratge Meter Running, escrit per Charles Martin i dirigit per David Moore. Després de llicenciar-se l'any 1996, va tornar a Anglaterra i va rodar The Star i The Sin Eater.
L'any 2000, va ser el director de fotografia de Hotel Splendide, que també va ser premiat. La seva darrera pel·lícula a Anglaterra va ser TThe Heart of Me. Va tornar a Hongria el 2003, filmant Kontroll, que el va fer famós també a Hongria. Després d'aquesta pel·lícula, va ser el director de fotografia de la pel·lícula Sense destí el 2005.
La seva primera gran pel·lícula de Hollywood va ser Predators (2010), i també ha rodat les pel·lícules de gran èxitMaze Runner: The Scorch Trials (2015), Jumanji: Welcome to the Jungle (2017) i la seva seqüela de 2019, i Shazam! Fury of the Gods (2023).

## Premis
El 1991 va obtenir el primer èxit amb la pel·lícula Hajnal ('Alba'): va guanyar el Gran Premi del Festival de Cinema d'Oberhausen, el Premi Wim Wenders al Festival de Cinema de Munic, el Gran Premi del Festival de Cinema de Potsdam. i el Premi Principal del Festival de Cinema Hongarès. El 1995 va ser premiat per Angyal utca ('Angel Street') al Festival de Cinema de Munic. El 1998 va ser guardonat amb el premi Kodak per The Sin Eater al Festival Internacional de Cinema de Locarno. Va ser nominat al millor director de fotografia al Premis del Cinema Europeu per Sense destí l'any 2005. Va ser premiat com a millor director de fotografia al Festival de Cinema de Sitges per Hotel Splendide l'any 2000, al Festival Internacional de Cinema de Copenhaguen i el Silver Camera Prize al Festival Internacional de Cinema Brothers Manaki per Kontroll a 2003 i al Premi Satellite a la millor fotografia per La duquessa el 2008.

## Filmografia
Curtmetratge
| Any  | Títol            | Director      | Notes        |
| ---- | ---------------- | ------------- | ------------ |
| 1992 | Az eltünt mozi   | András Fésös  |              |
| 1996 | Angyal utca 13.  | Péter Rátki   |              |
| 1996 | The Sin Eater    | Terence Gross | Curtmetratge |
| 1997 | The Star         | David Moore   | Curtmetratge |
| 1998 | Biztosítás       | Nimród Antal  |              |
| 2017 | The Neighborhood | Dante Ariola  |              |

Llargmetratges
| Year | Title                             | Director            | Notes                                           |
| ---- | --------------------------------- | ------------------- | ----------------------------------------------- |
| 2000 | Hotel Splendide                   | Terence Gross       |                                                 |
| 2002 | The Heart of Me                   | Thaddeus O'Sullivan |                                                 |
| 2003 | Kontroll                          | Nimród Antal        |                                                 |
| 2004 | Állítsátok meg Terézanyut!        | Péter Bergendy      |                                                 |
| 2005 | Sense destí                       | Lajos Koltai        |                                                 |
| 2006 | Basic Instinct 2                  | Michael Caton-Jones |                                                 |
| 2007 | Evening                           | Lajos Koltai        |                                                 |
| 2008 | Kalandorok                        | Béla Paczolay       |                                                 |
| 2008 | La duquessa                       | Saul Dibb           | Nominada- Premi Satellitea la millor fotografia |
| 2010 | Predators                         | Nimród Antal        |                                                 |
| 2013 | Metallica: Through the Never      | Nimród Antal        |                                                 |
| 2014 | Million Dollar Arm                | Craig Gillespie     |                                                 |
| 2015 | Maze Runner: The Scorch Trials    | Wes Ball            |                                                 |
| 2017 | Jumanji: Welcome to the Jungle    | Jake Kasdan         |                                                 |
| 2018 | Maze Runner: The Death Cure       | Wes Ball            |                                                 |
| 2019 | Jumanji: The Next Level           | Jake Kasdan         |                                                 |
| 2023 | Shazam! Fury of the Gods          | David F. Sandberg   |                                                 |
| 2024 | Kingdom of the Planet of the Apes | Wes Ball            | Post-production                                 |

Televisió
| Any  | Títol    | Director        | Notes           |
| ---- | -------- | --------------- | --------------- |
| 2013 | Trooper  | Craig Gillespie | Pilot no emès   |
| 2014 | Scorpion | Justin Lin      | Episodi "Pilot" |